# بندتا ماتسا
بِنِدتا ماتسا (ایتالیایی: Benedetta Mazza؛ زادهٔ ۲۲ نوامبر ۱۹۸۹) بازیگر، مجری تلویزیون و مدل اهل ایتالیا است.
از فیلم‌هایی که وی در آن‌ها نقش داشته است، می‌توان به لورو اشاره نمود.